# Бокс на літніх Олімпійських іграх 1972
Змагання з боксу на літніх Олімпійських іграх 1972 проходили з 27 серпня по 10 вересня. Було розіграно 11 комплектів нагород. 

## Медалі

### Загальний залік
| Місце | Країна            | Золото | Срібло | Бронза | Загалом |
| ----- | ----------------- | ------ | ------ | ------ | ------- |
| 1     | Куба              | 3      | 1      | 1      | 5       |
| 2     | СРСР              | 2      | 0      | 0      | 2       |
| 3     | Угорщина          | 1      | 2      | 1      | 4       |
| 4     | Польща            | 1      | 1      | 2      | 4       |
| 5     | Болгарія          | 1      | 1      | 0      | 2       |
| 6     | США               | 1      | 0      | 3      | 4       |
| 7     | Західна Німеччина | 1      | 0      | 1      | 2       |
| 7     | Югославія         | 1      | 0      | 1      | 2       |
| 9     | Кенія             | 0      | 1      | 2      | 3       |
| 10    | Фінляндія         | 0      | 1      | 0      | 1       |
| 10    | Мексика           | 0      | 1      | 0      | 1       |
| 10    | КНДР              | 0      | 1      | 0      | 1       |
| 10    | Румунія           | 0      | 1      | 0      | 1       |
| 10    | Уганда            | 0      | 1      | 0      | 1       |
| 10    | Угорщина          | 0      | 0      | 2      | 2       |
| 10    | Румунія           | 0      | 0      | 2      | 2       |
| 15    | Велика Британія   | 0      | 0      | 3      | 3       |
| 16    | Колумбія          | 0      | 0      | 2      | 2       |
| 17    | НДР               | 0      | 0      | 1      | 1       |
| 17    | Гана              | 0      | 0      | 1      | 1       |
| 17    | Нігер             | 0      | 0      | 1      | 1       |
| 17    | Нігерія           | 0      | 0      | 1      | 1       |
| 17    | Іспанія           | 0      | 0      | 1      | 1       |
| 17    | Швеція            | 0      | 0      | 1      | 1       |

### Медалісти
| Event                  | Золото                              | Срібло                            | Бронза                                |
| ---------------------- | ----------------------------------- | --------------------------------- | ------------------------------------- |
| До 48 кг докладніше    | Дьордь Гедо · Угорщина (HUN)        | Кім У Гіль · Північна Корея (PRK) | Ральф Еванс · Велика Британія (GBR)   |
| До 48 кг докладніше    | Дьордь Гедо · Угорщина (HUN)        | Кім У Гіль · Північна Корея (PRK) | Енріко Родрігес · Іспанія (ESP)       |
| До 51 кг докладніше    | Георгій Костадінов · Болгарія (BUL) | Лео Рвабвого · Уганда (UGA)       | Лешек Блажинський · Польща (POL)      |
| До 51 кг докладніше    | Георгій Костадінов · Болгарія (BUL) | Лео Рвабвого · Уганда (UGA)       | Дуглас Родрігес · Куба (CUB)          |
| До 54 кг докладніше    | Орландо Мартінес · Куба (CUB)       | Альфонсо Самора · Мексика (MEX)   | Джордж Терпін · Велика Британія (GBR) |
| До 54 кг докладніше    | Орландо Мартінес · Куба (CUB)       | Альфонсо Самора · Мексика (MEX)   | Рікардо Каррерас · США (USA)          |
| До 57 кг докладніше    | Борис Кузнецов · СРСР (URS)         | Філіп Варуінге · Кенія (KEN)      | Клементе Рохас · Колумбія (COL)       |
| До 57 кг докладніше    | Борис Кузнецов · СРСР (URS)         | Філіп Варуінге · Кенія (KEN)      | Андраш Ботош · Угорщина (HUN)         |
| До 60 кг докладніше    | Ян Щепанский · Польща (POL)         | Ласло Орбан · Угорщина (HUN)      | Самуель Мбугуа · Кенія (KEN)          |
| До 60 кг докладніше    | Ян Щепанский · Польща (POL)         | Ласло Орбан · Угорщина (HUN)      | Альфонсо Перес · Колумбія (COL)       |
| До 63,5 кг докладніше  | Шугар Рей Сілс · США (USA)          | Ангел Ангелов · Болгарія (BUL)    | Іссака Даборе · Нігер (NIG)           |
| До 63,5 кг докладніше  | Шугар Рей Сілс · США (USA)          | Ангел Ангелов · Болгарія (BUL)    | Звонимир Вуїн · Югославія (YUG)       |
| До 67 кг докладніше    | Еміліо Корреа · Куба (CUB)          | Янош Кайді · Угорщина (HUN)       | Джессі Вальдес · США (USA)            |
| До 67 кг докладніше    | Еміліо Корреа · Куба (CUB)          | Янош Кайді · Угорщина (HUN)       | Річард Мурунга · Кенія (KEN)          |
| До 71 кг докладніше    | Дітер Коттіш · ФРН (FRG)            | Веслав Рудковський · Польща (POL) | Петер Тіпольд · НДР (GDR)             |
| До 71 кг докладніше    | Дітер Коттіш · ФРН (FRG)            | Веслав Рудковський · Польща (POL) | Алан Мінтер · Велика Британія (GBR)   |
| До 75 кг докладніше    | В'ячеслав Лемешев · СРСР (URS)      | Рейма Віртанен · Фінляндія (FIN)  | Прінс Амартей · Гана (GHA)            |
| До 75 кг докладніше    | В'ячеслав Лемешев · СРСР (URS)      | Рейма Віртанен · Фінляндія (FIN)  | Марвін Джонсон · США (USA)            |
| До 81 кг докладніше    | Мате Парлов · Югославія (YUG)       | Хільберто Карільйо · Куба (CUB)   | Ісаак Іхурія · Нігерія (NGR)          |
| До 81 кг докладніше    | Мате Парлов · Югославія (YUG)       | Хільберто Карільйо · Куба (CUB)   | Януш Гортат · Польща (POL)            |
| Понад 81 кг докладніше | Теофіло Стівенсон · Куба (CUB)      | Йон Алексе · Румунія (ROU)        | Хассе Томсен · Швеція (SWE)           |
| Понад 81 кг докладніше | Теофіло Стівенсон · Куба (CUB)      | Йон Алексе · Румунія (ROU)        | Петер Гуссінг · ФРН (FRG)             |